# Suimanga setinat
El suimanga setinat (Leptocoma aspasia) és un ocell de la família dels nectarínids (Nectariniidae).

## Hàbitat i distribució
Habita boscos i zones clares de les terres baixes de les illes Wallacea i Sulawesi, incloent les illes properes, Moluques meridionals, Aru, Kei, Waigeo, Salawati, Misool i Nova Guinea, incloent petites illes properes, Arxipèlags D'Entrecasteaux, Louisade i Bismarck